# اختلال رشد کودک
اختلال رشد کودک به ناتوانی کودکان و شیرخواران از رشد طبیعی به هر دلیلی گفته می‌شود. تا زمانی که تشخیص خاصی برای توجیه این مشکل نباشد از اصطلاح اختلال رشد بچه صحبت می‌شود. سنی که این بیماری آن را دربرمی‌گیرد ۱ تا ۵ سالگی می‌باشد.

## علائم شایع
اختلال رشد کودک معمولا پیش از ۲ سالگی که همزمان با بالاترین نرخ رشد کودکان است مشاهده می‌شود. دور سر، وزن و قد این کودکان به‌طور طبیعی رشد نمی‌کند. مهارت‌های حرکتی این گونه کودکان از جمله چرخیدن در تخت، نشستن، ایستادن و راه رفتن نیز معمولاً دیرتر از حالت طبیعی سایر کودکان ظاهر می‌شود.
مهارتهای ذهنی و اجتماعی مانند صحبت کردن، رابطهٔ اجتماعی، غذا خوردن بدون کمک دیگران و اختیار ادرار و... نیز غالباً از حالت طبیعی و نرمال خود به تاخیر می‌افتد.

## علل
دلائل بروز اختلال رشد کودک به دو دسته با منشأ درونی و با منشأ بیرونی تقسیم می‌شوند.
از جمله دلائل با منشأ درونی می‌توان خطاهای مادرزادی متابولیسم، مشکلات گوارشی (هم‌چون ریفلاکس ایزوفاگال که به دلیل ایجاد درد اشتیاق کودک برای خوردن غذا را کاهش می‌دهد)، سفتی مخاط، بیماری کرون، اختلالات فیزیکی (همانند لب شکافته) و یا حساسیت به شیر را نام برد.
عوامل با منشأ بیرونی عوامل تحت تاثیر مادر هستند. سندروم شیر ناکافی (کمبود تولید شیر مادر در زمان شیردهی) از این جمله است.
عوامل درونی و بیرونی کاملا از هم جدا نیستند، بلکه در موارد متعددی این موارد به طور همزمان مشاهده می‌شوند.

## عوامل تشدیدکنندهٔ بیماری
عوامل متعددی می‌توانند بیماری را تشدید کنند من‌جمله نوزاد زودرس، بیمار بی‌تجربگی والدین، محیط عاطفی نامناسب، عدم رسیدگی به بچه، بیماری‌های مزمن مثل نارسایی کلیه یا عفونت مزمن، بیماریهای ژنتیکی مثل نشانگان داون، سوءتغذیه، بیماری‌های غدد مثل غدهٔ تیروئید و...

## پیشگیری
برای پیشگیری از چنین بیماری‌هایی باید کودک را به طور مرتب به پزشک یا مراکز درمانی برد و محیط زندگی سالم و ارامش بخشی برای آن‌ها فراهم آورد.

## عواقب مورد انتظار
اگر اختلال رشد بچه بر اثر بی‌توجهی و بی‌تجربگی یا مشکلات روانی والدین باشد به نظر می‌رسد که می‌توان با آموزش به آن‌ها از بروز چنین حوادثی جلوگیری کرد. همچنین اگر این بیماری بر اثر یک اختلال زمینه‌ای مانند سوءتغذیه باشد بهبودی بیماری بستگی به این دارد که این اختلال زمینه‌ای قابل درمان باشد یا خیر.

## عوارض احتمالی
این بیماری می‌تواند عوارض سوئی رابه همراه داشته باشد مانند کوچک باقی ماندن کودک، ناتوانی و معلولیت دائمی ذهنی، عاطفی یا جسمی. کودک از لحاظ رشد و نمو نیز دچار نقص خواهد شد.

## درمان
- اصول کلی

برای درمان این گونه کودکان ابتدا از اقدامات تشخیصی از جمله اندازگی مکرر قد وزن دور سر کودک ازمونهای سنجش توانی‌های ذهنی و روانی مثل ازمون دنور که معیاری از رشدونمو بچه به دست می‌دهد و آزمایش خون که مهم‌ترین بررسی بررسی هورمونی عکس برداری از مچ دستها برای تعیین سن استخوانی کودک که معیار خوب ومناسبی برای تعیین رشد کودک به‌شمار می اید.
- والدینی که نمی‌توانند به خوبی با کودک خود رابطهٔ عاطفی برقرار کنند می‌توان آن‌ها را تحت روان درمانی یا مشاوره قرار داد.
- والدین باید کتابهای مخصوص بچه داریو بزرگ کردن کودک را بخوانند یا برای اموزش به کلاسهای مربوطه بروند یا از یک پرستار خانه در امر مربوطه کمک بگیرند.

## داروها
داروی خاصی برای درمان کودکان تجویز نمی‌شود .اگر یک بیماری زمینه‌ای وجود داشته باشد که منجر به این بیماری شده امکان دارد داروی لازم آن بیماری تجویز شود. همچنین با دادن ویتامینها، مواد معدنی و سایر نیازهای تغذیه‌ای کودک سعی در کاهش عوارض می‌شود.

## فعالیت در زمان ابتلا به این بیماری
هیچگونه محدودیتی برای فعالیت در زمان بیماری وجود ندارد.

## رژیم غذایی
برای کودک یک رژیم غذایی مناسب و متعادل تهیه کنید . اگر عدم رشد کودک بر اثر سوءتغذیه باشد باید رژیم غذایی مخصوص ان بیماری تجویز شود.